# Pusztahencse
Pusztahencse község Tolna vármegye Paksi járásában.

## Fekvése, földrajzi adottságai
A település a Paks-Nagydorog-Sárszentlőrinc között húzódó 6232-es út mellett található, az M6-os autópályától kevesebb mint 10 kilométer távolságra. A falu a Mezőföld déli részén terül el: Nagydorog, Györköny, Paks és Tengelic szomszédságában. Pusztahencse Tolna vármegye Paksi járásának része, így Paks város vonzáskörzetébe tartozik. Közigazgatási területét érinti a 6233-as és a 6236-os út is, de a központjába csak a 62 137-es számú mellékút vezet, mely a 6232-esből ágazik ki dél felé. Vasút nem érinti a települést, a legközelebbi vasútállomás a 46-os számú Sárbogárd–Bátaszék-vasútvonal Nagydorog vasútállomása.
Belterülete 202 hektár, külterülete 2969 hektár. A településen többségben vannak a kisebb dombok mint felszíni formák. Ilyen magaslatok a 210 méter magas Sík-hegy, a 157 méteres Bagó-hegy és a 152 méteres Öröm-hegy. A falu szomszédos a Duna hordalékaként keletkező jellegzetes dél-mezőföldi kistájjal, a Tengelici-homokvidékkel. A Mezőföld déli részén inkább a (futó)homok dominál, de itt is előfordulnak löszhátak. A homok és a Dunántúli-középhegység okozta esőárnyék miatt a terület eredeti növénytakarója a füves puszta - de mára intenzíven művelt kultúrtájjá vált: ahol csak lehetséges szántóföldi növénytermesztés folyik humuszos homoktalajon és azok talajkombinációin.      
Pusztahencsét jelentősebb folyóvizek nem érintik, a Duna 12 kilométerre, a Sió és a Sárvíz 14 kilométerre folyik. A települést az észak-dél folyásirányú Éri-patak határolja keletről, amely 4 kilométer hosszan, a főutcával párhuzamosan kíséri a falut. A gyenge vízhozamú patak elhagyva Pusztahencse határát érinti a felsőtengelici Benyovszky-park halastavát is, majd hosszan csörgedezik tovább északnyugati irányba, végül Kajdacs határában beletorkollik a Sárvízbe. Az 1970-es években az Éri-patak vizének felduzzasztásával keletkezett számos mesterséges tó is a településen: ilyen a kacsaúsztatónak szánt Szemenyei-tó és a patak elágazásához csatlakozó Bogárzó-tó (ez utóbbi már Tengelic község része védett természeti környezetével). A kender termelésénél áztatásra használták a külső vízelvezető árkok vizét gyűjtő Gáspár-tavat is - de a tó mára kiszáradt. Régi idők óta az alsóhencsei Gőzsy-tó számít a település legnagyobb állóvizének, amely az 1960-as évek végéig még fürdőzésre is alkalmas volt. A tó vizét források táplálják. 
A vizek mentén számos orvosi pióca, tarajos gőte, fürge gyík, vízisikló, kecskebéka, vöröshasú unka, zöld levelibéka, tőkés réce, nádi rigó, cserregő nádiposzáta, sármány él. A partokon gyékényesek, nádasok és káka húzódik, helyenként fűzfák is.    
A szárazabb területekre igen tarka felszíni formák jellemzők: többségében dombok és homokbuckák. A falu Hencse településrésze (a Pozsonyi utca) egy hosszanti keskenyebb völgyben terül el észak-déli irányban, míg tőle nyugatra  Bagó-hegy és Bébic-hegy nagyobb tengerszint feletti magasságban. Az Újsor szinte egész hossza nyugat felé szakaszosan enyhén emelkedik, a végén markánsabb kaptatóval ér el Bagó-hegyre. 
A helység belső területének döntő többsége művelés alá fogott, illetve helyenként kisebb szőlődűlők,  egyre nagyobb számban akácosok kötik meg homoktalajt. Több család készít zamatos házibort, ültet gyümölcsfákat. A háztartásokban leggyakrabban termesztett növények a teljesség igénye nélkül: búza, árpa, rozs, kukorica, napraforgó, lucerna, burgonya, bab, borsó, uborka, paradicsom, paprika, petrezselyem, sárgarépa, kerti saláta. Az állattartás viszont visszaszorulóban van. Leginkább a baromfitartás jellemző, kevés háznál tenyésztenek már sertést, marhát, és ugyancsak kevesen tartanak lovat, juhot, kecskét vagy nyulat. A juhnyájak legeltetését is már csak 2-3 gazda végzi. Méhészkedéssel szintén csak egy-két család foglalkozik Pusztahencsén.

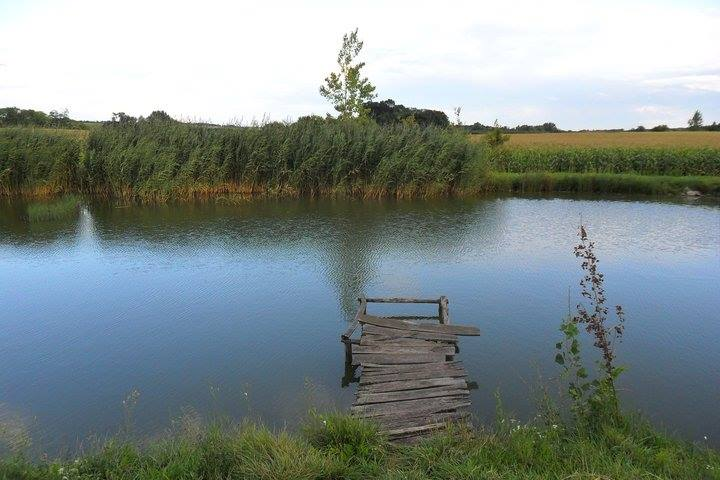
Jellegzetes dél-mezőföldi környezet Hencsén (az Éri-patak mentén)

A szántók és dombok közé homoki gyep, borókások, sovány csenkesszel benőtt legelők,  homoki parlagok és erdőségek (puszta tölgyesek, akácosok, kisebb foltokban fenyvesek, nyárfák is) tagolódnak. Az Öröm-hegy környezetét árvalányhajas homokbuckák alkotják. Megterem a domboldali helyek lankás rétjein és a szántók mentén: a vadrózsa, a búzavirág,  a pipacs, a vérehulló fecskefű, a fürtös homokliliom, az apró szulák, a homoki nőszirom, a királydinnye, a vidrafű, a gyapjúsás, a kúszó celler, a fehér árvacsalán, a cickafark, az orvosi kamilla, a vadmurok, a tyúkhúr, a pongyola pitypang, a mezei árvácska, a közönséges pásztorsáska, a mezei sóska, a békarokka (mezei zsurló), a fekete ökörfarkkoró. A cserjék közül: a fekete bodza, a vadrózsa, a galagonya, a kökény és főleg Alsóhencsén a húsos som említhető. A helység belső erdeiben és legelőin szép számban gomba terem: nagy őzlábgomba, szegfűgomba, fűzfagomba, laskagomba és számos csiperkeféle. 
A terület jellegzetes állatai: a díszes medvelepke, a pókhálós lepke, a sárgatorú szitakötő, a sisakos sáska, a szongáriai cselőpók (!), a kecskedarázs, a háziméh, a lótetű, az éti csiga, a meztelen csiga, a hétpettyes katicabogár, a mezei tücsök, a rétisáska, a bogyómászó poloska; a fekete harkály, a nagy fakopáncs,  az örvös galamb, a parlagi galamb, a gólya, a füstifecske, a házi rozsdafarkú, a feketerigó, az ökörszem, a házi veréb, a süvöltő, a meggyvágó, a széncinege, a csuszka, a fülemüle, az egerészölyv,  a fogoly, a bíbic, a kakukk, a mezei pacsirta, a sárga billegető, a tengelic, a kuvik, a macskabagoly, a seregély, a fácán, a barna rétihéja, a karvaly, a szarka, a vetési varjú; a kis patkósdenevér, a szoprán törpedenevér, a mezei nyúl, a vakond, a sün, a vörös mókus, a házi egér, a vándorpatkány, a vörös róka, az őz, az ürge, a mezei pocok és a nagyobb erdőkben a vaddisznó stb.  Közülük számos fajta védett állat, sőt a falu belső területén is megmutatja magát. Pusztahencse két településrésze is az ott élő madarakról kapta nevét: a présházak padlásán élő baglyokról a Bagó-hegy, míg a bíbicekről a Bíbicz-hegy (helyi elnevezéssel Bébic-hegy).

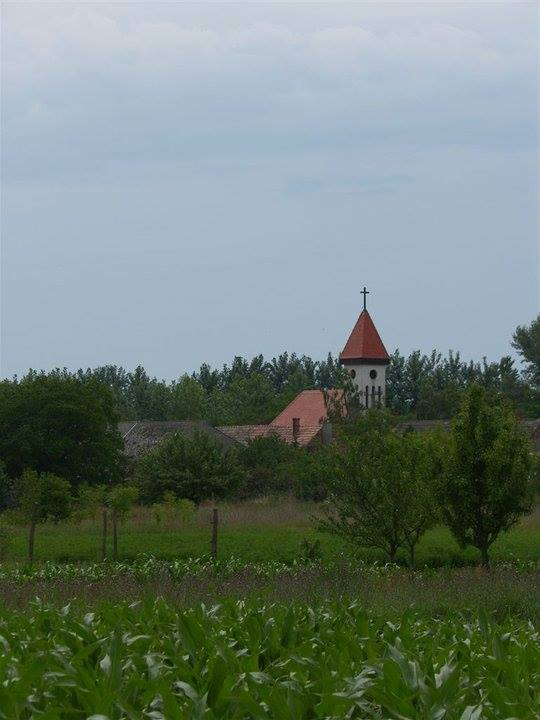
Pusztahencse temploma

## Története
Pusztahencse 1913-ban alakult önálló községgé, azelőtt Faddhoz tartozott.

## Közélete

### Polgármesterei
- 1990–1994: Hahn János (független)[5]
- 1994–1998: Hahn János (független)[6]
- 1998–2002: Lengyel Jánosné (független)[7]
- 2002–2006: Lengyel Jánosné (független)[8]
- 2006–2010: Lengyel Jánosné (független)[9]
- 2010–2014: Lengyel Jánosné (független)[10]
- 2014–2017: Iker Ibolya (független)[11]
- 2018–2019: Bán István (független)[12]
- 2019–2024: Bán István (független)[13]
- 2024– : Rácz Norbert (független)[1]

A településen 2017. december 17-én időközi polgármester-választást (és képviselő-testületi választást) tartottak, az előző képviselő-testület néhány hónappal korábban kimondott önfeloszlatása miatt. A választás a regnáló polgármester egyetlen kihívójának, Bán Istvánnak a győzelmével zárult, ő azonban nem foglalhatta el hivatalát, mert ellenfele megtámadta az eredményt. Ennek folyományaként pedig az illetékes bíróság úgy határozott, hogy megsemmisíti azt, a kampánytilalom megsértése, illetve a választás anyagi juttatással való befolyásolása miatt, és a választás megismétlését rendeli el. A megismételt voksolásra 2018. január 14-én került sor, ami újból Bán István győzelmét hozta.

## Népesség
A település népességének változása:
| Lakosok száma | 955  | 954  | 945  | 925  | 945  | 917  | 892  |
|               | 2013 | 2014 | 2015 | 2021 | 2022 | 2023 | 2024 |

A 2011-es népszámlálás során a lakosok 87,8%-a magyarnak, 2,2% cigánynak, 0,4% németnek, 0,2% románnak mondta magát (11,8% nem nyilatkozott; a kettős identitások miatt a végösszeg nagyobb lehet 100%-nál). A vallási megoszlás a következő volt: római katolikus 47,8%, református 9,5%, evangélikus 5,2%, felekezeten kívüli 16,8% (20,1% nem nyilatkozott).
2022-ben a lakosság 93,5%-a vallotta magát magyarnak, 4,8% cigánynak, 0,3% németnek, 0,1-0,1% bolgárnak és románnak, 0,4% egyéb, nem hazai nemzetiségűnek (6,5% nem nyilatkozott; a kettős identitások miatt a végösszeg nagyobb lehet 100%-nál). Vallásuk szerint 19,2% volt római katolikus, 5,8% evangélikus, 4,8% református, 0,1% görög katolikus, 0,1% egyéb keresztény, 3,1% egyéb katolikus, 7,4% felekezeten kívüli (59,6% nem válaszolt).

## Nevezetességei
Pusztahencse külterületén, a falutól délre található a Gőzsy-kastély.